# Alain Exiga
Pour les articles homonymes, voir Exiga.
Alain Exiga est un auteur français de littérature.
Il commence sa carrière d'auteur en réalisant des livres consacrés au management d'entreprises et, depuis 2004, il est l'auteur d'ouvrages de littérature classique (biographies et fictions) pour les éditions Cerises & Coquelicots.

## Œuvres

### Management
- Passeport pour l'emploi, avec Dominique Bériot, Fayard, 1969.
- Mieux communiquer, Entreprise moderne d'édition, 1974  (ISBN 978-2-7044-0488-9).
- Profession, agent de maitrise, EME Éditions Sociales Françaises (ESF), 1993  (ISBN 978-2-7044-0612-8).
- Vendez vos idées : Communiquer pour convaincre en interne comme en externe, avec G. Commarmond, Dunod, 2002  (ISBN 978-2-10-005947-8).
- Manager par les objectifs, avec G. Commarmond, Dunod, 2002  (ISBN 978-2-10-006413-7).

### Littérature
- Je suis Paul Cézanne – Le film de sa vie, Cerises & Coquelicots, novembre 2004  (ISBN 978-2-914880-00-8).
- Paul Cézanne, un rebelle en Provence, avec Olivier Bauza et David Ballon, Cerises & Coquelicots, septembre 2005  (ISBN 978-2-914880-01-5).
- Les Époux terribles ou le Divorce de Mirabeau, Cerises & Coquelicots, septembre 2007  (ISBN 978-2-914880-04-6).
- D'excellents Français, Cerises & Coquelicots, mai 2010  (ISBN 978-2-914880-06-0).
- Vincent. La passion de Van Gogh, Cerises & Coquelicots, septembre 2010.